# Lorenzo Thomas
Pour les articles homonymes, voir Thomas.
Lorenzo Thomas (26 octobre 1804 – 2 mars 1875) est un officier de la United States Army qui participa à la seconde guerre séminole, à la guerre américano-mexicaine puis à la guerre de Sécession. Après la guerre, il fut nommé temporairement secrétaire à la Guerre par le président Andrew Johnson, ce qui précipita la procédure d'impeachment de Johnson.
Dès 1861, lorsque la guerre de Sécession éclata, il occupa le haut poste de chef de l'administration militaire avant d'être remplacé en 1864.

## Biographie
Lorenzo Thomas est né le 26 octobre 1804 à New Castle dans le Delaware, fils d'Evan Thomas et d'Elizabeth Sherer. Il intègre l'académie militaire de West Point en septembre 1819 et en sort diplômé en juin 1823. Il est alors assigné au 4e régiment d'infanterie.
Il participe à la seconde guerre séminole en Floride et, pendant la guerre américano-mexicaine, il est le chef d'état-major du général William O. Butler. Il reçoit une promotion brevetée de lieutenant-colonel pour la bataille de Monterrey, qui devient permanente en 1852. De 1853 à 1861, il est chef d'état-major du général Winfield Scott, commandant de l'armée américaine.

### Guerre de Sécession
Juste avant le début de la guerre de Sécession, Thomas a été promu colonel et adjudant général de l'armée américaine le 7 mars 1861. Le 10 août 1861, le président américain Abraham Lincoln le nomme général de brigade dans l'armée régulière, à compter du 3 août 1861, date à laquelle Lincoln transmet la nomination au Sénat américain pour confirmation. Le Sénat confirme la nomination le 5 août 1861. Le Camp Thomas, une base d'entraînement de l'armée régulière à Columbus, dans l'Ohio, est nommé en son honneur en juillet 1861. Il occupe le poste d'adjudant général de l'armée américaine jusqu'à sa retraite en 1869, à l'exception d'une mission spéciale visant à recruter des troupes afro-américaines dans la division militaire du Mississippi de 1863 à 1865.
Thomas ne s'entendait pas bien avec le secrétaire à la Guerre Edwin M. Stanton et cette affectation en dehors de Washington fut considérée comme une forme de bannissement. De nombreux historiens ont affirmé que Thomas avait été banni en disgrâce après avoir conspiré pour diffamer le général de l'Union William T. Sherman en le faisant passer pour fou. Thomas fut remplacé par le général de division Edward D. Townsend au poste d'adjudant général, qu'il occupa jusqu'en 1880.
Du 17 mars au 23 juillet 1862, il est président du War Board, l'organisme qui assiste le président Abraham Lincoln et le secrétaire d'État Stanton dans la gestion du département de la Guerre et le commandement des armées de l'Union pendant la période où il n'y a pas de général en chef.
Le 6 avril 1863, le général Thomas est envoyé par le ministère de la Guerre à Helena, en Arkansas, pour recruter des affranchis dans l'armée américaine. Il crée la première troupe noire en Arkansas, qui se bat pour l'Union dans le cadre du Bureau of Colored Troops, créé par le ministère de la Guerre le 22 mai 1863,.
Le 8 mars 1866, le président des États-Unis Andrew Johnson nomme Thomas au grade de brevet de major général de l'armée régulière, et le Sénat des États-Unis confirme cette nomination le 14 juillet 1866.

### Carrière après guerre

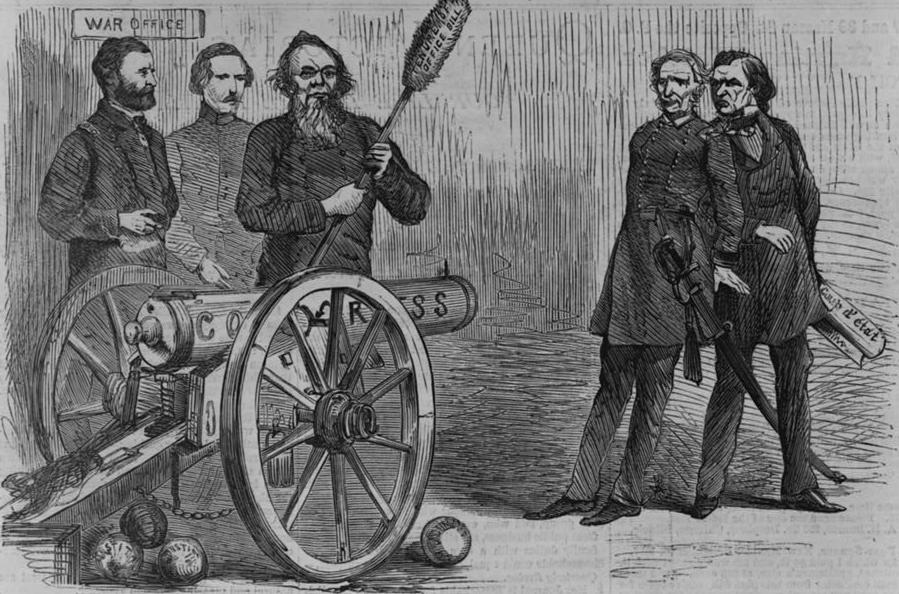
La situation
Une bande dessinée de Harper's Weekly décrit avec humour la "situation". Le secrétaire à la Guerre Edwin M. Stanton pointe un canon portant l'inscription "Congress" sur le côté en direction de Thomas et du président Andrew Johnson pour montrer comment il utilise le Congrès pour vaincre le président et son remplaçant malheureux. Il tient également un pilon marqué "Tenure of Office Bill" et les boulets au sol sont marqués "Justice". Ulysses S. Grant et un homme non identifié se tiennent à la gauche de Stanton.

Le 21 février 1868, le président Johnson tente de remplacer Stanton en nommant Thomas secrétaire à la guerre par intérim. Thomas, encore sous le coup du mauvais traitement infligé par Stanton, se vante de sa capacité et de sa détermination à l'évincer de son poste par la force, si nécessaire. Certains historiens pensent que c'est cette attitude dans son témoignage lors du procès de mise en accusation de Johnson au Sénat qui est en partie à l'origine de l'acquittement de Johnson. Thomas se retire de l'armée le 22 février 1869, dix jours avant que Johnson ne quitte ses fonctions. 
Il meurt à Washington et est enterré au cimetière d'Oak Hill, à Georgetown.
Fort Thomas, un poste militaire établi dans le Territoire de l'Arizona en 1876, porte le nom de Thomas.

## Source
- (en) Cet article est partiellement ou en totalité issu de l’article de Wikipédia en anglais intitulé « Lorenzo Thomas » (voir la liste des auteurs).